# شماره ۱۱۱ (فیلم ۱۹۱۹)
«شماره ۱۱۱» (انگلیسی: Number 111) یک فیلم به کارگردانی الکساندر کوردا است که در سال ۱۹۱۹ منتشر شد. از بازیگران آن می‌توان به ماریا کوردا اشاره کرد.